# Markgrafschaft Verona

Banner der Markgrafschaft Verona

Italien um 1000

Die Markgrafschaft Verona (Mark Verona, Mark Verona und Aquileia, Veroneser Mark) war ein mittelalterliches Herrschaftsgebiet, dessen Territorium faktisch ganz Nordostitalien umfasste.
Sie wurde im Jahre 952 dem italienischen König Berengar II. abgezwungen und dem Herzog von Bayern zu Lehen gegeben. Hauptort der Mark war die Stadt Verona. Das De-facto-Ende der Markgrafschaft ist mit 1167 anzusetzen, der Gründung des Lombardenbunds.

## Vorgeschichte: Karolingische Mark Verona und Berengars Mark Verona und Aquileia
Schon 774, nach dem Langobardenfeldzug Karls des Großen, wurde aus dem eroberten Langobardenherzogtum Friaul eine Mark Verona gegründet. Diese ging durch die Aufsplitterung der Reichsgebiete unter den späten Karolingern dem Ostfrankenreich wieder verloren, der Gutteil der Region war die Mark Friaul.
Markgraf Berengar I. von Friaul († 924), der 888 König von Italien und 915 römischer Kaiser wurde, verlegte seinen Herrschaftsmittelpunkt nach Verona und begründete damit die Marca Veronensis et Aquileiensis. Diese erstreckte sich über ganz Venetien (ausgenommen Venedig) und das heutige Friaul-Julisch Venetien mit der Mark Aquileia, sowie Istrien, im Nordwesten war das Hochstift Trient Teil des Markengebietes.

## Geschichte der Markgrafschaft
Nach der Niederlage des italienischen Königs Berengar II., des Enkels von Berengar I., im Jahr 951 gegen Otto I. wurde diese Mark 952 auf dem Reichstag zu Augsburg vom italienischen Königreich abgetrennt, als Markgrafschaft Verona dem Herzogtum Bayern angegliedert und Herzog Heinrich I. zu Lehen gegeben.

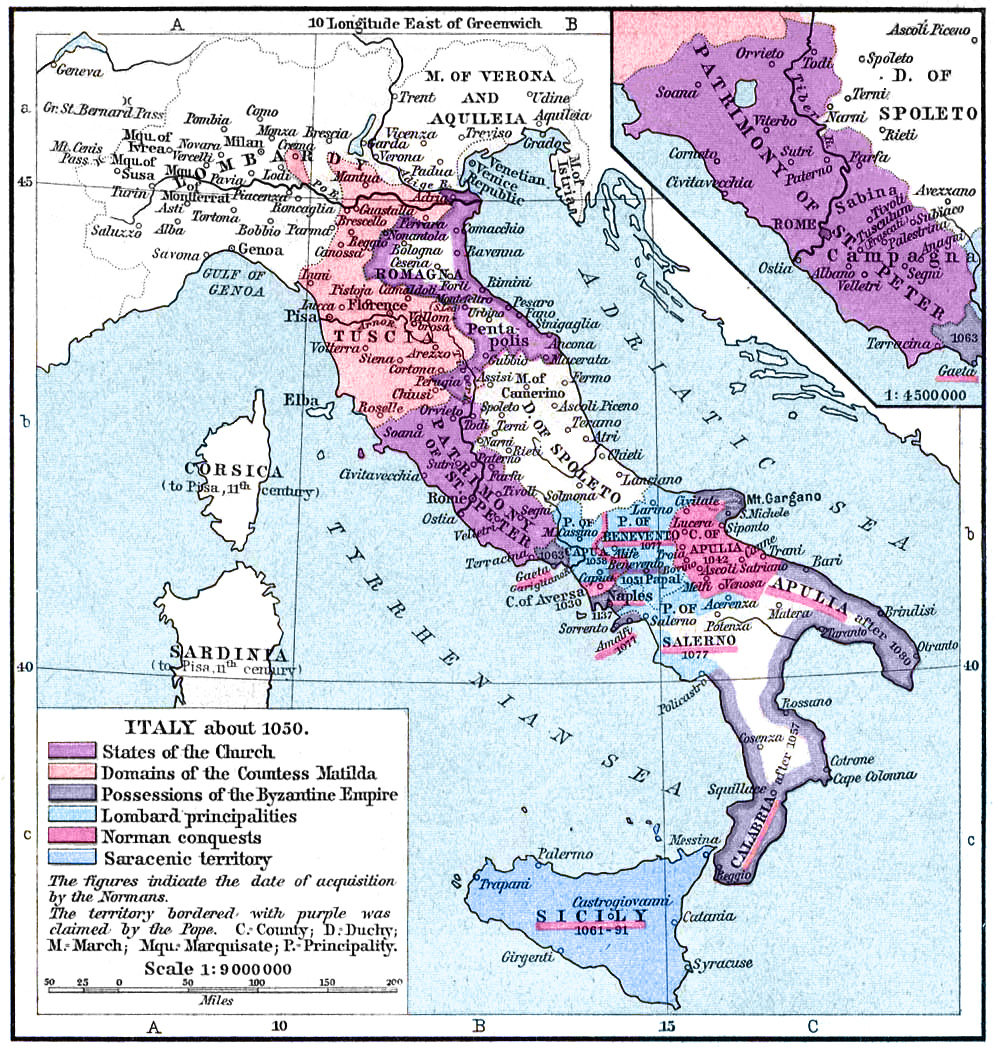
Italien im Jahr 1050 mit der Markgrafschaft Verona-Aquileia

Das bayerische Herzogshaus war trotz familiärer Bindungen an das sächsische Königshaus im letzten Drittel des 10. Jahrhunderts an allen Aufständen im Heiligen Römischen Reich beteiligt. So kam es, dass unter dem bayerischen Herzog Heinrich II., genannt der Zänker, der Streit mit Kaiser Otto II. eskalierte. Nach Heinrichs Niederlage im Jahre 976 führte dies zur Verkleinerung des Herzogtums Bayern. Otto erhob Kärnten zum selbstständigen Herzogtum und übergab die Markgrafschaft Verona, mitsamt den Marken Istrien und Krain (Krain war bis 1040 bei Kärnten), dem neuen Herzog als Lehen. Von nun an waren nicht mehr die Herzöge von Bayern die amtierenden Markgrafen, sondern die Kärntner Herzöge, welche die Markgrafschaft von nun an in Personalunion regierten.
1004 wurde vom späteren Kaiser Heinrich II. die Grafschaft Trient aus der Mark Verona ausgegliedert und als Hochstift Trient dem Bischof von Trient überantwortet.
Im Jahre 1056 wurde Konrad III. Herzog von Kärnten und Markgraf von Verona. Dieser war gebürtiger Franke und es gelang ihm als Landesfremdem nicht, seine Herrschaft anzutreten. So fiel die Markgrafschaft nach seinem Tod 1061 bereits an Herzog Berthold I. aus dem Geschlecht der Zähringer. In Bertholds Regierungszeit fällt die Abspaltung der Halbinsel Istrien von der Markgrafschaft, welche 1070 zur selbstständigen Markgrafschaft erhoben wurde. Da auch Berthold als Landesfremder Probleme hatte, seine Rechte durchzusetzen, fielen das Herzogtum Kärnten und die Markgrafschaft Verona 1077, nach seinem Tod, an das Kärntner Geschlecht der Eppensteiner. Von den Eppensteinern sind einige Amtshandlungen als Gerichtsherren in Verona überliefert.
1077 wurden im Zuge des Investiturstreits die Stadt Aquileia und die anderen Gebiete des Patriarchats, das ist der Großteil Friauls, von der Markgrafschaft abgetrennt, mit eigenen Reichs- und Grafenrechten ausgestattet und dem Patriarchen von Aquileia, Sieghard, übergeben.
Der Tod des Kärntner Herzogs Heinrich III. und das damit verbundene Aussterben der Herrscherfamilie der Eppensteiner im Jahre 1122 führten dazu, dass das Herzogtum und die Markgrafschaft Verona an Heinrichs Patenkind fielen, den Spanheimer Heinrich IV.
Mittlerweile prosperierte die Wirtschaft in Oberitalien und die Bürger in den Städten wurden stärker und strebten nach Autonomie. Die Stadtherren versuchten, die Oberherrschaft des Reiches abzuschütteln.
Im Jahre 1151 verlor Herzog Heinrich V. von Kärnten die Markgrafschaft Verona durch königlichen Erlass Konrads III. Sie wurde an Heinrichs Onkel Hermann III. übergeben. Das Geschlecht aus Baden hatte wie viele seiner Vorgänger Probleme, die Herrschaft aufrechtzuerhalten. So wird Hermann sogar nur als Titular-Markgraf von Verona bezeichnet.
Nachdem König Konrad III. sich nie in Italien hatte blicken lassen und die Macht des Reiches über die Städte dahin war, wollte Friedrich Barbarossa mit dem Hoftag auf den Ronkalischen Feldern die Zügel wieder fester in die Hand nehmen und zerstörte 1162 das widerspenstige Mailand. Auch die neuen Veroneser Stadtherren hatten vom Kaiser nichts Gutes zu erwarten und deshalb wurde 1164 unter der Führung Venedigs der Veroneser Bund gegründet, der 1167 im Lombardenbund seine Erweiterung fand. Dieser Bund umfasste die oberitalienischen Städte unter der Führung Mailands, hatte die Bekämpfung der staufischen Reichspolitik zum Ziel und kann als De-facto-Ende der Markgrafschaft Verona angesehen werden.

## Weitere Entwicklung
Nach der Schlacht von Legnano 1176 mit dem Sieg des Lombardenbundes über Barbarossa kam es 1183 im Frieden von Konstanz zu einem Kompromiss, wonach die Städte zwar Teil des Reiches, sonst aber autonom blieben. Der Titel der Markgrafen von Verona blieb beim Haus Baden.

## Liste der Markgrafen

### Herzogtum Bayern
- Heinrich I. von Bayern (952–955)
- Heinrich II. von Bayern (955–976)

### Personalunion mit Herzogtum Kärnten (ab 976)

#### Wechselnde Herrscherhäuser
- Herzog Heinrich III. von Kärnten (976–978)
- Herzog Otto I. von Kärnten (978–983)
- Herzog Heinrich III. von Kärnten (983–989)
- Heinrich II. von Bayern (989–995)
- Herzog Otto I. von Kärnten (995–1004)
- Herzog Konrad I. von Kärnten (1004–1011)
- Adalbero von Eppenstein (1011–1035)
- Herzog Konrad II. von Kärnten (1035–1039)
- König Heinrich III. (1039–1047)
- Welf III. (1047–1055)
- Konrad III. (1057–1061)
- Berthold I. von Zähringen (1061–1077)

#### Eppensteiner
- Liutold von Eppenstein (1077–1090)
- Heinrich III. von Kärnten (1090–1122)

#### Spanheimer
- Heinrich IV. von Kärnten (1122–1123)
- Engelbert von Kärnten (1123–1135)
- Ulrich I. von Kärnten (1135–1144)
- Heinrich V. von Kärnten (1144–1151)

…
- Bernhard von Spanheim (um 1210)

#### Baden
Ehrentitel:
- Hermann I. (um 1040–1074)
- Hermann II. (1074–1130)

ab 1151
- Hermann III. (1151–1160)
- Hermann IV. (1160–1190)
- Hermann V. (1190–1243)
- Hermann VI. (1243–1250)
- Friedrich von Baden-Österreich